# Cazul Gleiwitz
Cazul Gleiwitz (titlul original: în germană Der Fall Gleiwitz)  este un film dramatic de lungmetraj al studioului berlinez DEFA, realizat în 1961 de regizorul Gerhard Klein. Acțiunea a fost reconstituită minuțios, conform afirmațiilor ofițerului SS Alfred Naujocks, în fața autorităților britanice de interogare și a procesului de la Nürnberg.
Protagoniștii filmului sunt actorii Hannjo Hasse, Herwart Grosse, Hilmar Thate, Georg Leopold. 

## Conținut
În localitatea Gleiwitz din Silezia Superioară, aproape de granița poloneză, în noaptea de 31 august spre 1 septembrie 1939, a fost înscenat de către naziști un atac polonez asupra postului de radio, pentru a justifica în fața lumii întregi invazia Germaniei naziste asupra Poloniei, care a avut loc chiar a doua zi. Însărcinat cu această misiune a fost ofițerul SS Naujocks. Alături de el, șase Volksdeutsche de la Școala SS de scrimă care vorbeau poloneza, au jucat rolul de agresori polonezi. Un deținut politic german îmbrăcat în civil, a fost împușcat și lăsat ca dovadă la locul înscenării atacului...

## Distribuție
- Hannjo Hasse – SS-Hauptsturmführer Naujocks, alias Birke
- Herwart Grosse – șeful gestapoului Müller
- Hilmar Thate – deținutul din lagăr (Franz Honiok)
- Georg Leopold – Volksdeutscher Franz Wyczorek
- Wolfgang Kalweit – Volksdeutscher Hans-Wilhelm Kraweit
- Rolf Ripperger – Volksdeutscher Bieratzki
- Christoph Beyertt – Volksdeutscher Franz Sitte
- Rudolf Woschick – Volksdeutscher Tutzauer
- Manfred Günther – Volksdeutscher Kühnel
- Rolf Ludwig – medicul SS (Dr. Straßburger)
- Friedrich Richter – profesorul evreu
- Günter Naumann – SS-istul în uniformă
- Paul-Dolf Neis – șeful SD din Gleiwitz
- Heinz Schröder – șeful SD din Opole
- Margarete Taudte – proprietara castelului
- Georg Gudzent – proprietarul castelului
- Heinz Isterheil – inginerul de transmisie
- Heinz Kögel – directorul școlii de scrimă
- Martin Angermann – Bunkerscharführer Z
- Dieter Wallrabe – primul SS-ist în civil
- Siegfried Göhler – al doilea SS-ist în civil
- Achim Wolff – mecanicul
- Paul Bieleke – polițaiul
- Jochen Diestelmann – căpitanul
- Fritz Ernst Fechner – șeful SS
- Werner Dissel – învățătorul școli primare
- Hans Bussenius – membru al consiliului profesoral
- Axel Triebel – domnul din Saxonia
- Kurt Mühlhardt – maiorul apărării
- Horst Giesen – bărbatul de la oficiu
- Marianne Christina Schilling – femeia cu copil
- Harry Küster – primul domn cu insignă de partid
- Horst Friedrich – al doilea domn cu insignă de partid
- Wolfgang Borkenhagen – SS-istul
- Theresia Wider – fiica din casa înstărită
- Heinz Behrens – ofițerul
- Hubert Hoelzke – vilegiaturistul
- Walter E. Fuß – bărbatul cu pălărie